# 묘켄노모리 케이블

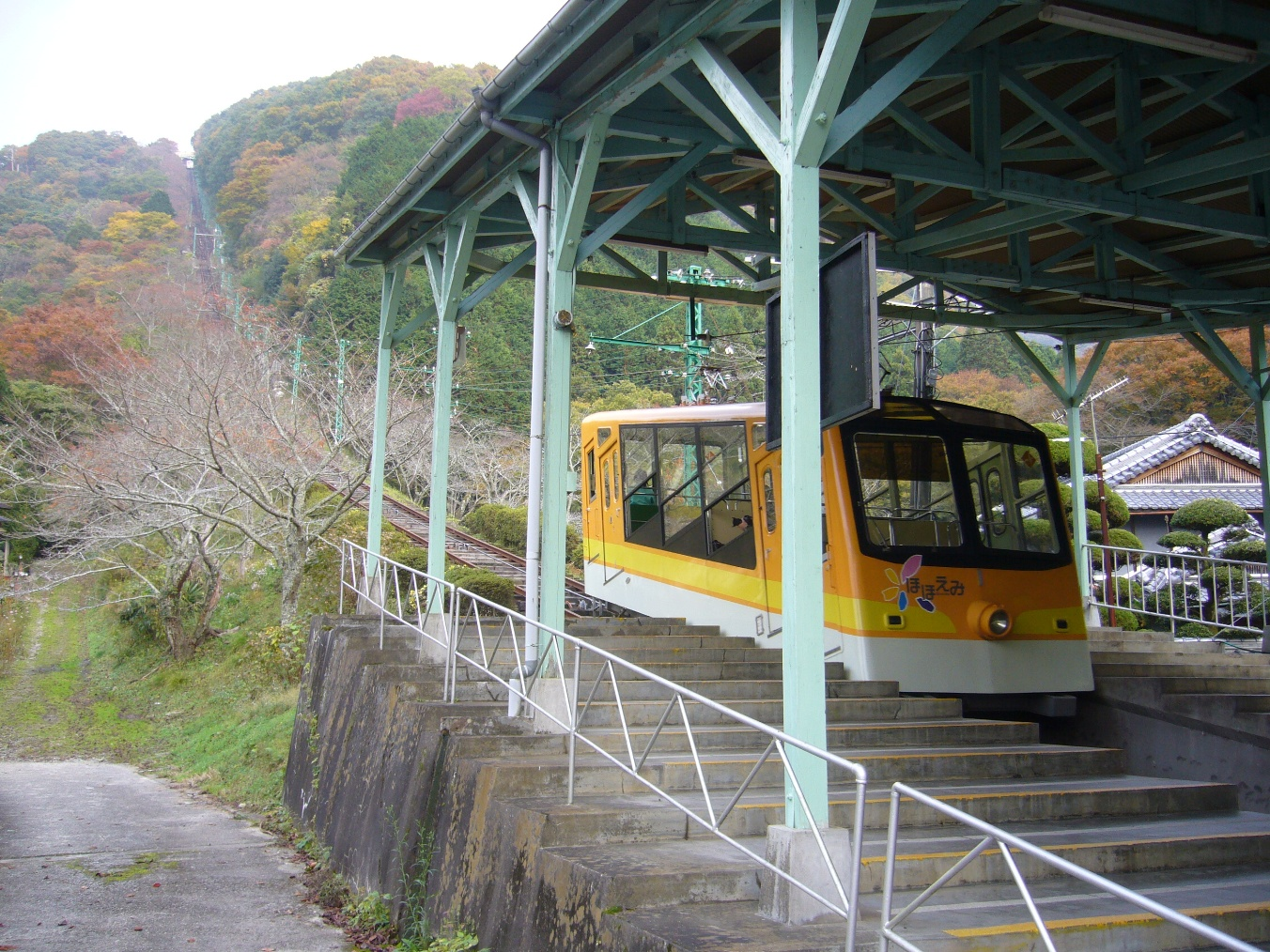
구로카와역에 정차해 있는 1호차.

묘켄노모리 케이블(일본어: 妙見の森ケーブル)은 효고현 가와니시시의 구로카와역에서 케이블 산조역에 이르는, 노세 전철이 운영하는 케이블카 노선이다. 2013년 3월 16일에 묘켄 케이블에서 개칭했다. 정식 노선명칭은 고우사쿠선(강삭선, 일본어: 鋼索線)이지만, 국토교통성 감수의 '철도요람'에 노선명칭은 기재되어 있지 않다.
노세묘켄도가 있는 묘켄산까지는 도보로 이동할 수 있다. 산 위로 갈 때는 케이블 산조역에서 5분 정도 걸은 교류 광장역에서 나오는 묘켄노모리 리프트로 환승한다.
1067mm 궤간이 많은 일본의 케이블카로서는 드물게 표준궤를 채용하고 있다. 차량은 1호차에 '미소', 2호차에 '설렘'이라는 애칭이 붙어 있다. 차량은 나니와공기제(아루나공기를 거쳐 현재는 아루나 차량)로, 1960년 재개업시의 차량이다.

## 노선 데이터
- 노선 거리(영업 킬로미터): 0.6km
- 궤간: 1435mm
- 역수: 2역(기종점역 포함)
- 고저차: 229m
- 최급 경사: 424‰(약 22°58′)
- 최완 경사: 151‰

## 운행 형태
통상은 20분 간격의 운행으로, 다객기는 임시편으로 대응하기도 한다. 소요시간은 5분.
2006년 12월부터 동기는 연시(설 삼가일)와 노세묘켄도의 행사가 있는 2월 11일 공휴일 및 '노세덴 하이킹'의 날을 제외하고 주말도 포함해 운휴하게 되었다.
2022년 3월부터 공휴일과 행락기를 제외한 수요일·목요일이 정기휴일이 되었다.

## 역사
- 1922년(다이쇼 11년)
  - 2월 18일 - 묘켄 고우사쿠 철도 발기인에 대해 철도 면허장 발급.
  - 5월 29일 - 묘켄 고우사쿠 철도 주식회사 설립. 노세 전기 궤도도 출자.
- 1924년(다이쇼 13년)
  - 7월 18일 - 철도 연장 부설 면허장 발급(오사카부 도요노군 요시카와무라 ~ 효고현 가와나베군 히가시타니무라 구간). 자사의 고우사쿠선과 노세전기궤도 묘켄선이 연결됨.
  - 11월 30일 - 공사가 어렵다는 이유로 준공 기한 연기 허가 (1번째, 1925년 5월 31일까지)
- 1925년(다이쇼 14년)
  - 6월 16일 - 토목 공사의 방법을 바꾼다는 이유로 준공 기한 연기 허가 (2번째, 1925년 8월 31일까지)
  - 8월 1일 - 묘켄 고우사쿠 철도 하부선 타키타니역 ~ 중간역 구간, 상부선 중간역 ~ 묘켄야마역 구간 개업.
- 1937년(쇼와 12년) 2월 5일 - 철도 면허 만료(오사카부 도요노군 요시카와무라-효고현 가와나베군 히가시타니무라 구간, 지정의 기한까지 공사 시공의 인가 신청을 하기 위해).
- 1944년(쇼와 19년) 2월 11일 - 묘켄 고우사쿠 철도 하부선·상부선을 불요불급선으로서 폐지. 자재는 공출.
- 1945년(쇼와 20년) 4월 1일 - 묘켄 고우사쿠 철도 주식회사가 해산.
- 1949년(쇼와 24년) - 케이블카 재건을 위해 노세 묘켄 고우사쿠 철도 주식회사 설립.
- 1950년(쇼와 25년) 5월 18일 - 노세 묘켄 고우사쿠 철도가 하부선·상부선의 부설 면허 취득.
- 1952년(쇼와 27년) 4월 - 노세 묘켄 고우사쿠 철도가 하부선·상부선의 부설 면허를 노세 전기 궤도에 이전했다.
- 1959년(쇼와 34년) 6월 16일 - 상부선의 부설 면허 만료. 리프트로 변경하기 위함이 목적이었다.
- 1960년(쇼와 35년) 4월 22일 - 노세 전기 궤도가 구로카와 - 산조역 구간을 재개업.
- 1965년(쇼와 40년) 4월 1일 - 산조역을 케이블 산조역으로 개칭.
- 2013년(헤이세이 25년) 3월 16일 - 「묘켄 케이블」에서 「묘켄노모리 케이블」로 개칭.
- 2023년(레이와 5년)
  - 6월 23일 - 노세 전철이 국토교통부 대신에게 모든 노선의 철도 사업 폐지 신고서를 제출했다.
  - 12월 4일 - 전선(0.6km)의 운송 영업을 폐지.

## 역 목록
구로카와역은 산기슭 쪽에, 케이블 산조역은 산 위쪽에 위치한다. 전쟁 전, 하부선이 철거되기 이전에 구로카와역은 다키타니역(滝谷駅), 케이블 산조역은 중간역으로 불렸다. 중간역은 하부선과 상부선을 갈아타는 역으로 활용되었었다. 현재 묘켄야마역의 위치에는 같은 이름으로 묘미노모리 리프트의 플랫폼이 존재한다.
강철 케이블（이전의 하부선）
구로카와역 - 케이블 산조역
상부선（폐지됨）
중간역 - 묘켄야마역

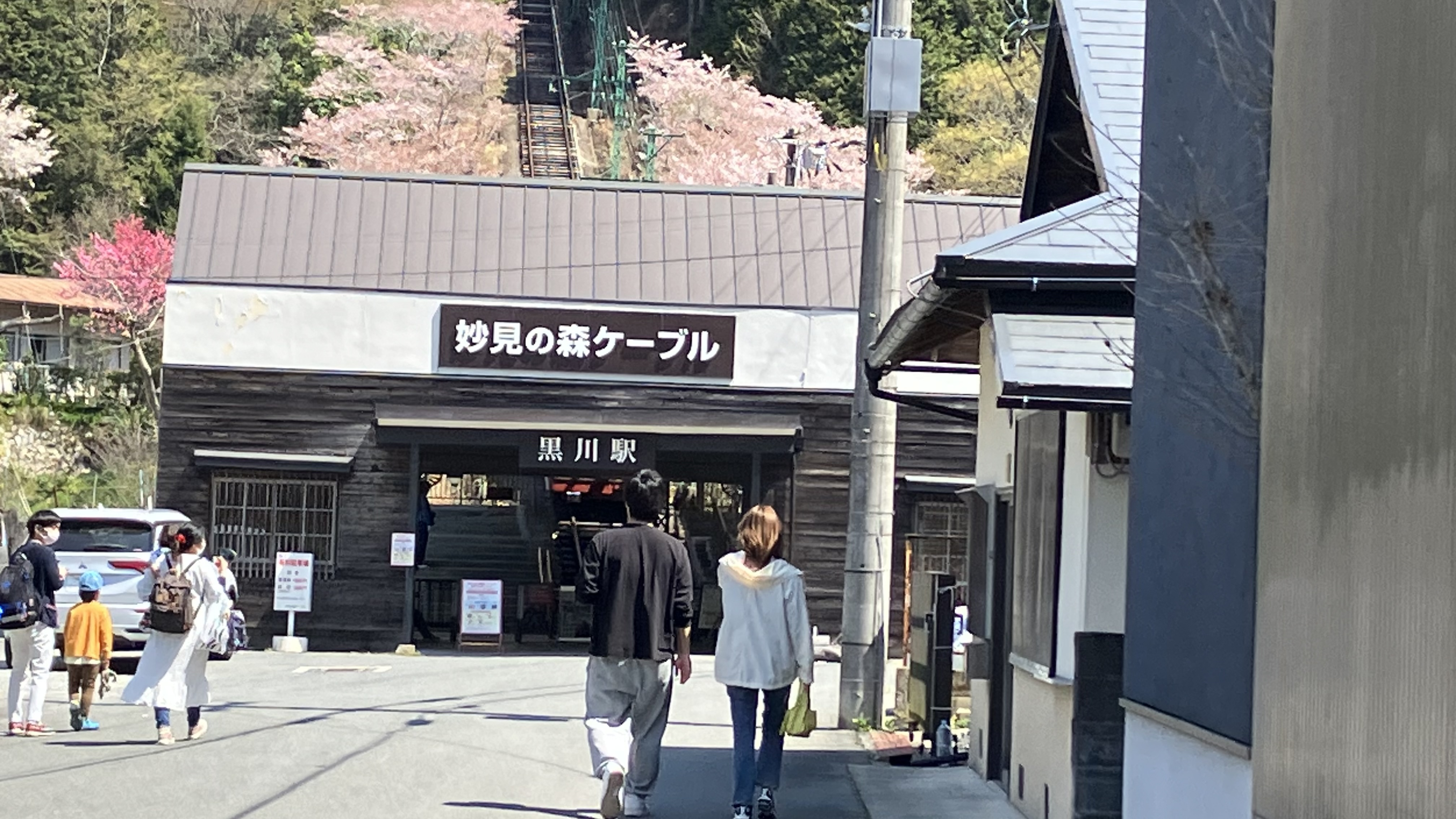
구로카와역
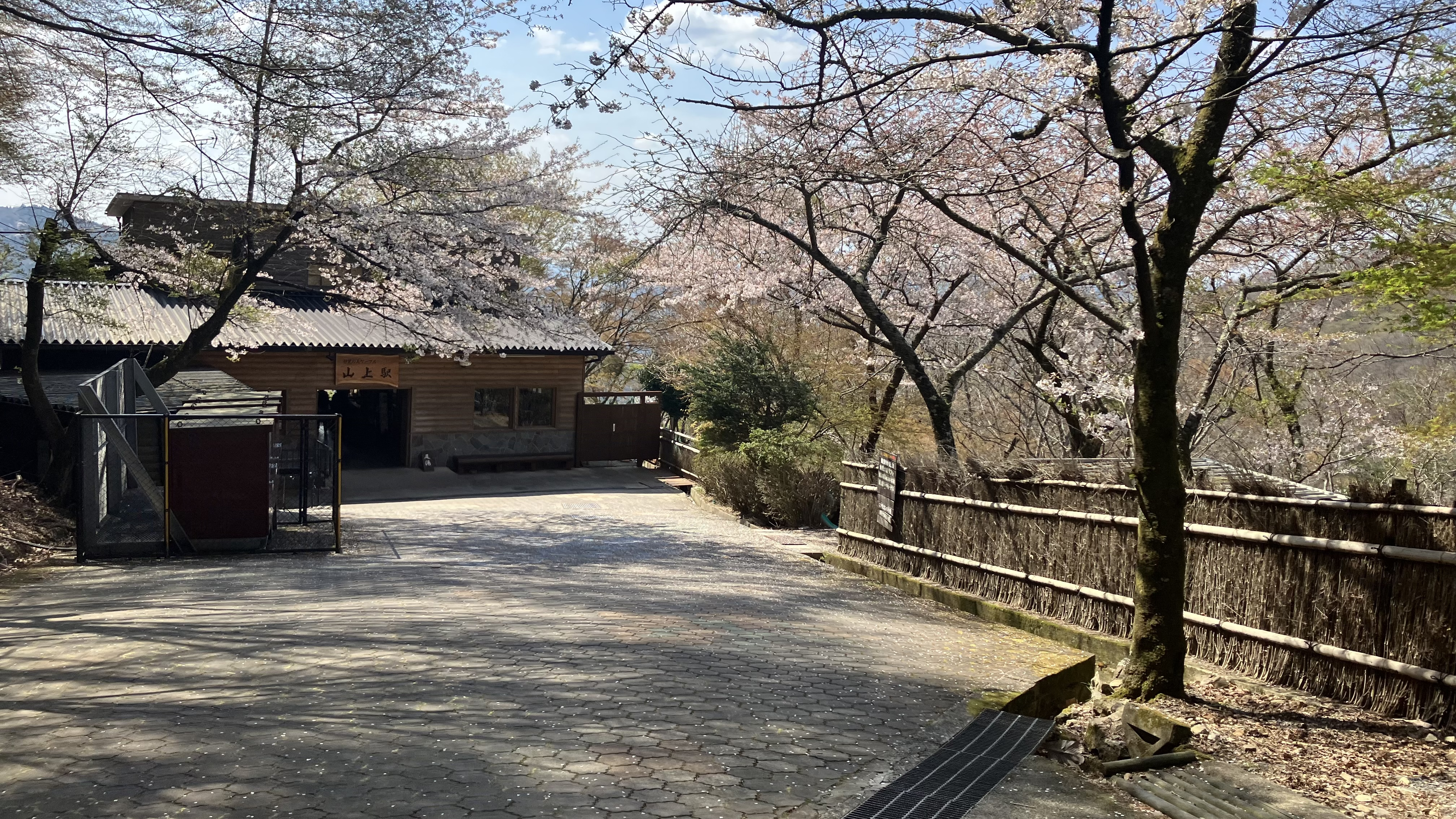
케이블 산조역

## 연결 노선
- 구로카와역: 노세 전철 묘켄선 묘켄구치역까지 도보 20분, 또는 한큐 버스 5분 “케이블 구로카와역” 정류장 하차(평일에 한해, 센리 중앙역에서 미노모리마치 지구 센터 환승으로 약 55분)
  - 묘켄구치역(요시카와) - 케이블 구로카와역 사이의 버스는 일요일 공휴일에 구간편이 증발된다. 다만, 정월3이 날을 제외한 동기기간(12월 1일 - 3월 14일)은 운휴한다.
  - 요시카와(노세덴묘켄구치역)- 케이블 전면의 버스는 한때 교토 교통의 요시카와선·모리카미선·노마선이 운행되고 있어 요시카와-케이블 전간의 증발 버스는 일요일 공휴일만 운행되고 있었다. 이 교토 교통의 노선은 2003년 7월 1일에 폐지되어 노세초의 운행 보조에 의한 폐지 대체 노선으로서 이날부터 한큐 버스(묘켄구치 노세선)에 의한 운행으로 바뀌었다. 그 후, 노세초에 의한 운행 보조금의 감액에 의해, 2021년 4월 1일부터 미노모리마치 지구 센터 - 묘켄구치역(요시카와)- 케이블 앞 그래서 토요일 버스 운행은 사라졌다. 한큐버스 묘켄구치 노세선은 노세마치 지역 대중교통회의에 의해 2024년 봄에 감편 혹은 노선폐지에 의한 새로운 교통형태로의 이행이 검토되고 있다.
- 케이블 산조역 : 묘켄노모리 리프트 (교류 광장 승강장)

## 기타
- 케이블 산조역은 철도 사업법 및 궤도법에 근거한 노선의 역에서, 효고현내에서는 최동단의 역이지만, 전술한 바와 같이 당 케이블은 동기 운휴 때문에 연중 영업하고 있는 역에 한하면 한큐 고베 본선 소노다역(아마자키시)이 효고현내에서 최동단의 역이 된다.